# Philetor brachypterus
Philetor brachypterus é uma espécie de morcego da família Vespertilionidae. Pode ser encontrada no Brunei Darussalam, Indonésia, Malásia, Nepal, Papua-Nova Guiné e Filipinas. É a única espécie descrita para o gênero Philetor.